# Melaniparus fasciiventer
El carbonero del Ruwenzori (Melaniparus fasciiventer) es una especie de ave paseriforme de la familia Paridae endémica de las montañas de la región de los Grandes Lagos de África.

## Taxonomía
Se clasificaba en el género Parus, pero fue trasladado al género Melaniparus, como otras especies, cuando un análisis genético publicado en 2013 demostró que todas ellas formaban un nuevo clado.

## Distribución y hábitat
Se encuentra en las montañas del oeste de la región de los Grandes Lagos de África que rodean a los lagos Alberto, Kivu y Tanganica, distribuido por el este de la República Democrática del Congo, Ruanda, Burundi y Uganda. Su hábitat natural son los bosques tropicales húmedos de montaña.